# Constitution de la république autonome du Nakhitchevan
La constitution de la république autonome du Nakhitchevan (en azéri: Naxçıvan Muxtar Respublikasının Konstitusiyası) est la Constitution de la république autonome du Nakhitchevan.

## Histoire
La première réunion a été adoptée le 28 avril 1998 lors de la 5e session de l'Assemblée suprême de la république autonome du Nakhitchevan, approuvée par l'Assemblée nationale de la République d'Azerbaïdjan.

## Contenu
La Constitution se compose d'un préambule, de 6 chapitres (50 articles) et de 4 dispositions transitoires. Selon la Constitution, l'État autonome du Nakhitchevan est une république autonome, démocratique, légale et laïque au sein de la république d'Azerbaïdjan et le statut d'autonomie de la république autonome du Nakhitchevan est déterminé par la Constitution de la république d'Azerbaïdjan et les traités de Moscou et de Kars de 1921.